# Ron Marz
Ron Marz (1959) è un fumettista statunitense, noto come sceneggiatore di cicli di storie di personaggi quali Silver Surfer, Lanterna Verde e Witchblade, nonché come co-scrittore della saga Marvel contro DC.